# Anma to onna
Anma to onna (按摩と女?) è un film del 1938 diretto da Hiroshi Shimizu.
Come in pellicole precedenti, Shimizu ambienta l'azione in un Giappone di provincia, con grande ricorso a riprese in esterno. Il film tocca vari generi: commedia, storia romantica, giallo, melodramma, senza però che nessuno prenda il sopravvento, incentrandosi sulle difficoltà nelle relazioni umane, declinate in varie maniere. 
Internazionalmente è noto anche con il titolo The Masseurs and a Woman.

## Trama
Due massaggiatori ciechi, Toku e Fuku, si recano in una località termale dell'entroterra giapponese, per un lavoro stagionale presso le locande del posto.
Arrivano contemporaneamente ad una giovane donna che viaggia da sola e ad un uomo con il giovane nipote, entrambi provenienti da Tokyo.
Toku, inebriato dal profumo della raffinata donna, se ne innamora e, forte del suo spiccato senso dell'olfatto, non può non notarne tutti gli spostamenti nei giorni successivi, sognando forse una relazione impossibile.
La donna, inizialmente molto sulle sue, dopo aver fatto amicizia con il bambino, conosce lo zio di questi, Shintaro, uomo di affari già stanco dell'ozio e pronto a tornare in città. La dolce compagnia della donna fa cambiare idea a Shintaro che si trattiene ancora dei giorni, per la gioia del nipote.
Quando poi scorge la donna intrattenersi simpaticamente con Toku, abbandona repentinamente il nascente sogno romantico e torna immediatamente in città.
Intanto continuano a ripetersi episodi di furto in varie locande e gli inquirenti pare sospettino di un ospite che si trova nella locanda della donna. Toku, pur non vedendo, spostandosi continuamente per lavoro, ha collocato la donna in tutti i luoghi sospetti nei momenti incriminati. Quando giunge notizia che la polizia sta stringendo il cerchio, si precipita dalla donna invitandola a scappare, venendo seguito senza indugio. Giunti ad una distanza di sicurezza l'uomo spiega il suo comportamento e allora lei chiarisce che si tratta di un terribile fraintendimento.
Lei è andata via da Tokyo per sfuggire all'oppressione del suo protettore. Certa che lui la cercherà, teme di essere inseguita: solo per questo ha un atteggiamento circospetto e, invitata a scappare, ha assecondato Toku. Questi si scusa per il sospetto avanzato e poi non può far altro che invitarla a far di tutto per sottrarsi a chi l'ha trattata male.
Così lei parte per una destinazione ancora più lontana mentre Toku vede svanire un sogno e alcune certezze.